# Kovciîn, Kulîkivka
Kovciîn (în ucraineană Ковчин) este localitatea de reședință a comunei Kovciîn din raionul Kulîkivka, regiunea Cernihiv, Ucraina.

## Demografie
Componența lingvistică a localității Kovciîn
     Ucraineană (97,82%)
     Rusă (2,02%)
     Alte limbi (0,16%)
Conform recensământului din 2001, majoritatea populației localității Kovciîn era vorbitoare de ucraineană (97,82%), existând în minoritate și vorbitori de rusă (2,02%).